# Sturmgeschütz-Brigade 259
De Sturmgeschütz-Abteilung 259 / Sturmgeschütz-Brigade 259 / Heeres-Sturmgeschütz-Brigade 259 was tijdens de Tweede Wereldoorlog een Duitse Sturmgeschütz-eenheid van de Wehrmacht ter grootte van een afdeling, uitgerust met gemechaniseerd geschut. Deze eenheid was een zogenaamde Heerestruppe, d.w.z. niet direct toegewezen aan een divisie, maar ressorterend onder een hoger commando, zoals een legerkorps of leger.
Deze Sturmgeschütz-eenheid kwam in actie aan het oostfront gedurende zijn hele bestaan.

## Krijgsgeschiedenis

### Sturmgeschütz-Abteilung 259
Sturmgeschütz-Abteilung 259 werd opgericht in Niemegk bij Jüterbog in juni 1943 uit een van de oorspronkelijke Sturmgeschützbatterijen, de Sturmgeschütz-Batterie 660. De Abteilung werd in augustus 1943 naar de Mioes getransporteerd, in Stalino uitgeladen en onder bevel gebracht van de 13e Pantserdivisie. De Abteilung kreeg de opdracht haar verzorgingseenheden achter te laden en door een Sovjet opmarsrichting heen naar deze divisie door te stoten, hetgeen zonder infanterie-ondersteuning niet mogelijk was. Pas toen het front terug werd genomen in de "Schildkrötenstellung", werd de Abteilung weer verenigd. In de verdere terugtocht werden zware verliezen geleden, o.a. bij de omsingeling en de uitbraak als deel van het 29e Legerkorps, waarbij de Abteilung als gepantserde spits fungeerde om uit te breken. Daarna dekte de Abteilung de terugtocht naar Nikopol en werd ingezet in het Nikopol-bruggenhoofd. In de herfst van 1943 werd de Abteilung teruggenomen naar Cherson en hielt hier een klein bruggenhoofd op de oostelijke Dnjepr-oever. Rond de jaarwissel 1943/44 werd de Abteilung hier weggehaald en tegen het Sovjet winteroffensief ten noorden van Zaporozje ingezet. Daarna volgde een terugtocht via de Zuidelijke Boeg naar Odessa.
Op 14 februari 1944 werd de Abteilung omgedoopt in Sturmgeschütz-Brigade 259.

### Sturmgeschütz-Brigade 259
De omdoping in Sturmgeschütz-Brigade betekende echter geen organisatorische verandering, de samenstelling bleef gelijk. Odessa moest opgegeven worden en de brigade trok onder grote moeilijkheden terug en ging de Dnjestr over bij Akkerman. Daarna volgden gevechten bij Tiraspol en het Butor-bruggenhoofd.
Op 10 juni 1944 werd de brigade omgedoopt in Heeres-Sturmgeschütz-Brigade 259.

### Heeres-Sturmgeschütz-Brigade 259
Ook nu betekende de omdoping geen organisatorische verandering, de samenstelling bleef opnieuw gelijk. Nadat Heeresgruppe Mitte in juni 1944 weggevaagd werd, werd de brigade snel op treinen geladen en naar deze sector gebracht, waar deze onder bevel gesteld werd van de 28e Jägerdivisie in de buurt van Białystok. Met deze divisie werden nu gedurende meer dan twee maanden hevige gevechten met de oprukkende Sovjettroepen geleverd. In oktober volgde weer een verplaatsing, naar Oost-Pruisen om de stad Gołdap mee te helpen te heroveren, hetgeen gelukte. Toen medio januari 1945 het Sovjet winteroffensief losbarstte in oost-Pruisen, lag de brigade bij Gumbinnen. De brigade werd teruggedrongen in de Heiligenbeil-pocket. Nadat al de Sturmgeschützen verloren waren gegaan werd het personeel van de verzorgingseenheden als infanterie ingezet. Het vechtende personeel werd naar Danzig overgebracht en vandaar per schip naar Denemarken.

### Einde
De Heeres-Sturmgeschütz-Brigade 259 (het deel dat geëvacueerd was) capituleerde op begin mei 1945 in Denemarken aan Britse troepen.

## Samenstelling
- Staf
- 1e Batterij
- 2e Batterij
- 3e Batterij

## Commandanten
| Rang                  | Naam                  | Begin        | Eind         |
| --------------------- | --------------------- | ------------ | ------------ |
| Hauptmann later Major | Ottheinrich Tolckmitt | juni 1943    | januari 1945 |
| Major                 | Karl Heinz Bumm       | januari 1945 | 1945         |

Major Karl Heinz Bumm nam het bevel over, omdat Major Tolckmitt ziek geworden was.